# Helsingør Domprovsti
Helsingør Domprovsti er et provsti i Helsingør Stift.  Provstiet ligger i Helsingør Kommune.
Helsingør Domprovsti består af 10 sogne med 11 kirker, fordelt på 9 pastorater.

## Pastorater
| Pastorater i Helsingør Domprovsti | Pastorater i Helsingør Domprovsti | Pastorater i Helsingør Domprovsti |
| --------------------------------- | --------------------------------- | --------------------------------- |
| Egebæksvang Pastorat              | Hellebæk Pastorat                 | Hornbæk Pastorat                  |
| Mørdrup Pastorat                  | Sankt Mariæ Pastorat              | Sankt Olai Pastorat               |
| Sthens Pastorat                   | Tikøb-Gurre Pastorat              | Vestervang Pastorat               |

## Sogne
| Sogne i Helsingør Domprovsti | Sogne i Helsingør Domprovsti | Sogne i Helsingør Domprovsti |
| ---------------------------- | ---------------------------- | ---------------------------- |
| Egebæksvang Sogn             | Gurre Sogn                   | Hellebæk Sogn                |
| Hornbæk Sogn                 | Mørdrup Sogn                 | Sankt Mariæ Sogn             |
| Sankt Olai Sogn              | Sthens Sogn                  | Tikøb Sogn                   |
| Vestervang Sogn              |                              |                              |